# Chacsinkín
Chacsinkín, es una localidad del estado de Yucatán, México, cabecera del municipio homónimo, ubicada aproximadamente 10 kilómetros al noroeste de la villa de Peto, en la región sur del estado.

## Toponimia
El toponímico Chacsinkín significa en idioma maya leña enrojecida por el tiempo, ya que proviene de los vocablos chak, rojo;  si', leña y k'iin, tiempo, sol.

## Datos históricos
Chacsinkín está enclavado en el territorio que fue la jurisdicción de los Tutul Xiúes antes de la conquista de Yucatán.
Sobre la fundación de la localidad no se conocen datos precisos antes de la conquista de Yucatán por los españoles. Se sabe, sin embargo, que durante la colonia estuvo bajo el régimen de las encomiendas, entre las cuales la de Lorenzo de Ávila Carranza e Isabel de la Cerda en 1704. 
En 1910 Chacsinkin, perteneció como pueblo al municipio de Tzucacab. 
En 1918, se erigió como cabecera del municipio libre homónimo.

## Sitios de interés
En Chacsinkín se encuentra un templo construido en el siglo XVII para venerar a San Pedro. 